# Franciszek Bronikowski
Franciszek Jan Bronikowski (25 de febrero de 1907-1 de diciembre de 1964) fue un deportista polaco que compitió en remo. Su nieto Adam compitió en el mismo deporte.
Participó en los Juegos Olímpicos de Ámsterdam 1928, obteniendo una medalla de bronce en la prueba de cuatro con timonel. Ganó dos medallas de bronce en el Campeonato Europeo de Remo, en los años 1926 y 1929.

## Palmarés internacional
| Juegos Olímpicos   | Juegos Olímpicos         | Juegos Olímpicos  | Juegos Olímpicos   |
| Año                | Lugar                    | Medalla           | Prueba             |
| ------------------ | ------------------------ | ----------------- | ------------------ |
| 1928               | Ámsterdam (Países Bajos) | Medalla de bronce | Cuatro con timonel |
| Campeonato Europeo |                          |                   |                    |
| Año                | Lugar                    | Medalla           | Prueba             |
| 1926               | Lucerna (Suiza)          | Medalla de bronce | Cuatro con timonel |
| 1929               | Bydgoszcz (Polonia)      | Medalla de bronce | Cuatro sin timonel |